# لي إيفانز (عداء)
لي إيفانز (بالإنجليزية: Lee Evans)‏ (25 فبراير 1947م كاليفورنيا) هو عداء أمريكي، يعد أول عداء في العالم ينزل عن حاجز 44 ثانية في سباق 400 متر] ، شارك في الألعاب الأولمبية الصيفية 1968 في سباق 400 متر مستوية و مع الفريق الأمريكي ل 400 متر تتابع .

## روابط خارجية
- لي إيفانز على موقع الاتحاد الدولي لألعاب القوى (الإنجليزية)
- لي إيفانز على موقع الاتحاد الأمريكي لسباقات المضمار والميدان، قاعة المشاهير (الإنجليزية)
- لي إيفانز على موقع اللجنة الأولمبية الدولية (الإنجليزية)
- لي إيفانز على موقع أوليمبيديا (الإنجليزية)